# Campeonato Mundial Feminino de Xadrez de 2017
O Campeonato Mundial Feminino de Xadrez de 2017 foi uma competição no sistema eliminatório para determinar a campeã mundial de xadrez. A final foi vencida por Tan Zhongyi que derrotou Anna Muzychuk. Na assembleia geral da FIDE durante a Olimpíada de xadrez de 2016 em Baku, os direitos de organização do evento foram cedidos ao Irã que realizou a competição em Teerã de 10 de fevereiro a 5 de março de 2017.